# Ключ 158
Ключ 158 (трад. и упр. 身) — ключ Канси со значением «тело»; один из 20, состоящих из семи штрихов.
В словаре Канси есть 97 символов (из 49 030), которые можно найти c этим радикалом.

## История
Древняя идеограмма изображала человека с большим туловищем.
Иероглиф используется в значениях: «туловище, торс, корпус, фигура», «костюм, комплект одежды», «я, сам, самолично», «человек, личность, индивидуальность», «бремя, плод» (в чреве беременной) и др.
В качестве ключевого знака используется редко.

Вид в Цзиньвэнь
Вид в большой печати Чжуаньшу
Вид в малой печати Чжуаньшу

В словарях находится под номером 158.

## Примеры иероглифов
| Доп. штрихи | Иероглифы            |
| ----------- | -------------------- |
| 0           | 身                   |
| 3           | 躬                   |
| 4           | 躭 躮 躯             |
| 5           | 躰                   |
| 6           | 躱 躲                |
| 7           | 躳 躴 躵             |
| 8           | 躶 躷 躸 躹 躺 躻 躼 |
| 9           | 躽 躾                |
| 10          | 躿                   |
| 11          | 軀 軁                |
| 12          | 軂 軃 軄             |
| 13          | 軅 軆                |
| 14          | 軇                   |
| 17          | 軈                   |
| 20          | 軉                   |

- Примечание: Ваш браузер может отображать иероглифы неправильно.